# フェニックス (ホテル運営会社)
株式会社フェニックスは静岡県沼津市に本社を置くホテル運営会社。
内浦湾に浮かぶ無人島である淡島にある淡島ホテルの運営を担う。

## 会社概要
2021年、淡島ホテルの運営会社として、同ホテルの旧運営会社だったグッドリゾート株式会社（以下、グッドリゾート）の従業員を中心に設立された。
当社設立の背景には、淡島ホテルの旧運営会社だった株式会社AWH（以下、AWH）の経営破綻、およびそれに絡む破産法違反事件がある。
2018年、経営不振に陥ったAWHが 株式会社オーロラ（以下、オーロラ、グッドリゾートの親会社）に買収され、淡島ホテルの運営権をグッドリゾートへ移管させた。グッドリゾート移管後はホテル名を「グッドリゾート淡島ホテル」（2018年 – 2020年）および「ウィンダムグランド淡島」（2020年 – 2021年）に改称し、営業を続けていた。しかし、AWHの破産手続きに際して、淡島ホテルの営業を続ける目的で不正に財産を処分（譲渡）し、財産の没収を免れたとして、2021年9月から10月にかけて、オーロラの一部経営陣、オーロラ社長・同社取締役・AWH社長などが破産法違反（詐欺破産）の疑いで警察に逮捕されるに至った。
淡島ホテルの営業については、AWHの破産手続き開始から数カ月後の2020年に、静岡地方裁判所がグッドリゾートへの譲渡を認めない裁判を行った。グッドリゾート側は裁判で事業譲渡の正当性を示したものの、主張が認められず同裁判所は2021年10月27日に事業譲渡を認めない判決を下した。その結果、同年11月15日を最後にグッドリゾートはウィンダムグランド淡島（当時）の営業から撤退した。同年12月6日、静岡地方裁判所沼津支部はAWHの破産手続きに伴う、淡島ホテルの建物などに対する引き渡しの強制執行を行った。これにより、淡島ホテルは破産管財人の管理下に移った。グッドリゾートのウィンダムグランド淡島（当時）運営からの撤退により、同ホテルの従業員は自主退職を余儀なくされた。
これを受けて、「淡島ホテルグループの責任を追及する債権者の会」のホテル存続を望む声に応える形で、裁判所の監督下において、独力でホテル事業の継続・再生を目指すため、元従業員の有志により新たに「株式会社フェニックス」（以下、当社）を設立し、淡島ホテルの再建を担うこととなった。
淡島ホテルが破産管財人の監督下に置かれる前日の2021年12月5日には、破産管財人と当社との間で業務委託契約を締結し、同ホテルの営業再開に向けた調整を行うことを明らかにした。
2024年7月16日、香港の企業グループである真龍国際集団が淡島ホテルと共に買収したことを発表した。

## 主な事業
- 淡島ホテルの運営